# Гілл-Спрінг
Гілл-Спрінг (англ. Hill Spring) — село в Канаді, у провінції Альберта, у складі муніципального району Кардстон.

## Населення
За даними перепису 2016 року, село нараховувало 162 особи, показавши скорочення на 12,9%, порівняно з 2011-м роком. Середня густина населення становила 168,6 осіб/км².
З офіційних мов обидвома одночасно володіли 5 жителів, тільки англійською — 160. Усього 10 осіб вважали рідною мовою не одну з офіційних.
Працездатне населення становило 55 осіб (40,7% усього населення), рівень безробіття — 18,2% (50% серед чоловіків та 28,6% серед жінок). 81,8% осіб були найманими працівниками, а 18,2% — самозайнятими.
Середній дохід на особу становив $12 013 (медіана $12 002), при цьому для чоловіків — $12 013, а для жінок $12 013 (медіани — $12 002 та $12 002 відповідно).
37% мешканців мали закінчену шкільну освіту, не мали закінченої шкільної освіти — 22,2%, 40,7% мали післяшкільну освіту, з яких 27,3% мали диплом бакалавра, або вищий.
| Статево-вікова структура населення | Статево-вікова структура населення | Статево-вікова структура населення | Статево-вікова структура населення | Статево-вікова структура населення |
| ---------------------------------- | ---------------------------------- | ---------------------------------- | ---------------------------------- | ---------------------------------- |
|                                    |                                    |                                    |                                    |                                    |
| Всього                             | Всього                             | 45,5%54,5%                         |                                    |                                    |
| 0 — 14 років                       | 0 — 14 років                       |                                    | 14,7%                              | 14,7%                              |
| 15 — 64 років                      | 15 — 64 років                      |                                    | 50%                                | 50%                                |
| 65 і більше                        | 65 і більше                        |                                    | 35,3%                              | 35,3%                              |
| 85 і більше                        | 85 і більше                        |                                    | 2,9%                               | 2,9%                               |
| Середній вік (років)               | Середній вік (років)               | 50,251,0                           | 50,6                               | 50,6                               |
| Медіана (років)                    | Медіана (років)                    | 58,559,2                           | 59,0                               | 59,0                               |
| — чоловіки — жінки                 |                                    |                                    |                                    |                                    |

| Походження мешканців:     | Походження мешканців:     | Походження мешканців: | Походження мешканців: | Походження мешканців: |
| ------------------------- | ------------------------- | --------------------- | --------------------- | --------------------- |
| Походження                |                           |                       | осіб                  | %                     |
| Корінні американці        | Корінні американці        |                       | 0                     | 0%                    |
| Інше північноамериканське | Інше північноамериканське |                       | 50                    | 34.48%                |
| Європейське               | Європейське               |                       | 105                   | 72.41%                |
| британське                | британське                |                       | 70                    | 48.28%                |
| французьке                | французьке                |                       | 10                    | 6.9%                  |

| Зайнятість населення за галузями (за класифікацією NOC): | Зайнятість населення за галузями (за класифікацією NOC): | Зайнятість населення за галузями (за класифікацією NOC): | Зайнятість населення за галузями (за класифікацією NOC): | Зайнятість населення за галузями (за класифікацією NOC): |
| -------------------------------------------------------- | -------------------------------------------------------- | -------------------------------------------------------- | -------------------------------------------------------- | -------------------------------------------------------- |
|                                                          |                                                          |                                                          |                                                          |                                                          |
| Управління                                               | Управління                                               |                                                          | 27,3%                                                    | 27,3%                                                    |
| Бізнес, фінанси та адміністрування                       | Бізнес, фінанси та адміністрування                       |                                                          | 18,2%                                                    | 18,2%                                                    |
| Освіта, правозахист, муніципальні та урядові служби      | Освіта, правозахист, муніципальні та урядові служби      |                                                          | 18,2%                                                    | 18,2%                                                    |
| Роздрібна торгівля та послуги                            | Роздрібна торгівля та послуги                            |                                                          | 18,2%                                                    | 18,2%                                                    |
| Гуртова торгівля, транспорт та обладнання                | Гуртова торгівля, транспорт та обладнання                |                                                          | 18,2%                                                    | 18,2%                                                    |

## Клімат
Середня річна температура становить 5°C, середня максимальна – 21,6°C, а середня мінімальна – -14°C. Середня річна кількість опадів – 572 мм.
| Клімат поселення                              | Клімат поселення | Клімат поселення | Клімат поселення | Клімат поселення | Клімат поселення | Клімат поселення | Клімат поселення | Клімат поселення | Клімат поселення | Клімат поселення | Клімат поселення | Клімат поселення | Клімат поселення |
| Показник                                      | Січ.             | Лют.             | Бер.             | Квіт.            | Трав.            | Черв.            | Лип.             | Серп.            | Вер.             | Жовт.            | Лист.            | Груд.            |                  |
| Середній максимум, °C                         | −0,16            | 2,59             | 6,36             | 11,47            | 16,45            | 20,37            | 21,50            | 21,63            | 16,72            | 11,83            | 4,29             | 0,18             |                  |
| Середня температура, °C                       | −7,08            | −4,33            | −0,55            | 4,57             | 9,53             | 13,48            | 16,22            | 16,34            | 11,44            | 6,56             | −1               | −5,1             |                  |
| Середній мінімум, °C                          | −13,97           | −11,23           | −7,46            | −2,35            | 2,62             | 6,56             | 10,94            | 11,05            | 6,17             | 1,28             | −6,3             | −10,39           |                  |
| Норма опадів, мм                              | 26               | 28               | 41               | 47               | 78               | 101              | 49               | 51               | 57               | 35               | 33               | 26               |                  |
| Середньомісячна швидкість вітру, м/с          | 4.70             | 4.21             | 4.46             | 4.40             | 4.21             | 3.92             | 3.50             | 3.40             | 3.70             | 4.26             | 4.60             | 4.70             |                  |
| Середньомісячна сонячна радіація, кДж/м²·день | 4319             | 7803             | 13020            | 17068            | 20837            | 21925            | 23757            | 20341            | 14662            | 8840             | 4671             | 3439             |                  |
| --------------------------------------------- | ---------------- | ---------------- | ---------------- | ---------------- | ---------------- | ---------------- | ---------------- | ---------------- | ---------------- | ---------------- | ---------------- | ---------------- | ---------------- |
| Джерело:                                      |                  |                  |                  |                  |                  |                  |                  |                  |                  |                  |                  |                  |                  |